# Basavapura, Shimoga
Basavapura là một làng thuộc tehsil Shimoga, huyện Shimoga, bang Karnataka, Ấn Độ.